# Manvieu de Bayeux
Manvieu ou Manveus ou parfois Manvé, Mange, Manvien, Mar-Wig, (mort en 480) est le sixième évêque de Bayeux.

## Biographie
Manvieu serait né à Bayeux, au numéro 13 de la rue Franche dans une famille chrétienne et aisée. Ses parents l'auraient envoyé en Angleterre, dans le Royaume de Kent, pour y apprendre les sciences humaines. À son retour dans le Bessin, il aurait tenté de convertir les habitants au christianisme mais, face au peu de succès de son entreprise, se serait retiré avec trois compagnons pour vivre dans la solitude et la pratique de la mortification et de la pénitence. 
Répondant à un appel divin, il aurait quitté son exil pour revenir à Bayeux. Alors qu'un convoi mortuaire passait devant la maison de son père, il aurait redonné vie au défunt, gagnant ainsi l'estime de la population. Il aurait alors procédé à des guérisons miraculeuses de malades. Devenu évêque vers 470, il aurait assumé sa charge humblement, faisant pénitence et jeûnant jusqu'à quarante jours d'affilée, ce qui aurait fait dire de cet évêque qu'il avait été bon au commencement, meilleur au milieu et très bon à la fin. 
Il serait mort le 28 mai 480 et aurait été enterré en l'église Saint-Exupère de Bayeux, au pied du mur méridional, entre l'autel et la tour (l'église Saint-Exupère actuelle est postérieure à ces observations).
Saint Manvieu de Bayeux est fêté le 28 mai. Deux communes du Calvados, Saint-Manvieu-Norrey et Saint-Manvieu-Bocage, portent son nom.